# Местная группа галактик
Местная группа галактик (Местная группа) — группа галактик, содержащая Млечный Путь и ещё более 100 галактик. Её размер составляет 2—3 мегапарсека, общая масса — около 4—5⋅1012 M⊙.
По различным параметрам в Местной группе доминируют две спиральные галактики: галактика Андромеды и Млечный Путь — наша Галактика. Галактика Андромеды крупнее нашей Галактики и содержит больше звёзд, но Млечный Путь имеет сравнимую или даже бо́льшую массу, чем у галактики Андромеды. В Местной группе представлены галактики разных морфологических типов: спиральные галактики, неправильные галактики различных светимостей, а наиболее многочисленные классы объектов — карликовые эллиптические и карликовые сфероидальные галактики.
Каждая из этих галактик имеет систему спутников, эти системы называются, соответственно, подгруппой Андромеды и подгруппой Млечного Пути, а некоторые галактики не связаны ни с одной из этих групп. В пространстве между галактиками содержится газ, который постепенно перетекает в галактики.
Местная группа находится в Местном сверхскоплении галактик. В центре Местного сверхскопления находится Скопление Девы, содержащее более 1000 галактик, от которого Местная группа удалена на 10 мегапарсек. У границ Местной группы находится некоторое количество галактик, принадлежность которых к Местной группе не вполне очевидна, например, группа Насоса — Секстанта.

## Общие сведения
Местная группа галактик, также называемая просто Местной группой — гравитационно связанная группа галактик, содержащая Млечный Путь и ещё несколько крупных галактик, таких как галактика Андромеды и галактика Треугольника, а также более 100 менее массивных галактик. Её диаметр составляет 2—3 мегапарсека, полная масса — около 4—5⋅1012 M⊙, а суммарная светимость — 4,2⋅1010 L⊙.
Большинство галактик во Вселенной состоит именно в таких относительно небольших группах галактик, как Местная группа. Лишь меньшинство галактик являются изолированными или же принадлежат к крупным скоплениям галактик.

## Галактики Местной группы

### Основные параметры галактик
По массе, размеру и другим параметрам в Местной группе доминируют две спиральные галактики: галактика Андромеды и Млечный Путь — наша Галактика. Галактика Андромеды крупнее нашей Галактики и содержит больше звёзд, но Млечный Путь имеет сравнимую или даже бо́льшую массу, чем у галактики Андромеды, благодаря массивному гало тёмной материи. Третья крупная спиральная галактика — галактика Треугольника — значительно уступает первым двум по массе. Она имеет поздний морфологический тип, в то время как галактика Андромеды относится к спиральным галактикам раннего типа. Остальные галактики группы имеют небольшой размер: из них две крупнейших — это Большое и Малое Магеллановы Облака — взаимосвязанная пара спутников Млечного Пути, относящихся к неправильным галактикам.
Если принять, что галактики с абсолютной звёздной величиной тусклее −18m являются карликовыми, то к таковым относятся все галактики, кроме Млечного Пути, галактики Андромеды, галактики Треугольника и Большого Магелланова Облака. Карликовые галактики Местной группы делятся на три типа: карликовые неправильные, карликовые эллиптические и карликовые сфероидальные. Из них наиболее многочисленны галактики последнего типа: из 75 галактик, известных на 2012 год, 53 являются именно карликовыми сфероидальными. К карликовым неправильным галактикам относятся такие объекты, как NGC 6822, IC 1613 и Лев I, а пример яркой неправильной галактики ― Большое Магелланово Облако. Среди карликовых эллиптических галактик наиболее яркая — M 32, а к карликовым сфероидальным относятся, например, карликовая галактика в Скульпторе и NGC 205 (M 110). Таким образом, в Местной группе представлены галактики разных морфологических типов: отсутствуют лишь гигантские эллиптические галактики и голубые компактные галактики, хотя IC 10, вероятно, близка к последнему типу.

#### Распределения параметров
По данным, которые полны до абсолютной звёздной величины −11m, функция светимости описывается функцией Шехтера с показателем {\displaystyle \alpha =-1.1}. Для Местной группы это значение соответствует менее крутому наклону графика данной функции, чем у многих богатых скоплений галактик.
Для галактик Местной группы известна зависимость между светимостью и металличностью: более яркие, а значит, и более массивные галактики имеют более высокое содержание тяжёлых элементов. Существует усреднённое соотношение {\displaystyle M_{V}=-20-5[{\text{Fe}}/{\text{H}}]} для абсолютной звёздной величины {\displaystyle M_{V}} и металличности {\displaystyle [{\text{Fe}}/{\text{H}}]}, причём галактики ранних морфологических типов в основном имеют более низкие светимости, чем предсказывается этим соотношением, а неправильные галактики — более высокие. Ещё одно соотношение связывает экспоненциальный масштаб диска галактики со светимостью: чем выше светимость, тем больше экспоненциальный масштаб.
Вблизи центра масс Местной группы располагается небольшое число галактик, что неудивительно, поскольку центр масс располагается между нашей Галактикой и галактикой Андромеды, и большое число галактик находится вблизи этих двух. Половина галактик Местной группы находится на расстоянии менее 450 килопарсек от центра масс, а за пределами расстояния в 900 килопарсек галактики уже практически не встречаются, так что Местная группа является довольно компактной.
Наблюдается корреляция морфологического типа галактик с их окружением. Так, большинство сфероидальных и карликовых сфероидальных галактик находятся в подгруппе Млечного Пути или в подгруппе Андромеды (см. ниже), а неправильные галактики в основном рассредоточены в других частях Местной группы.

Некоторые соотношения для галактик Местной группы
Соотношение светимости и экспоненциального масштаба диска для галактик Местной группы
Соотношение светимости и металличности для галактик Местной группы
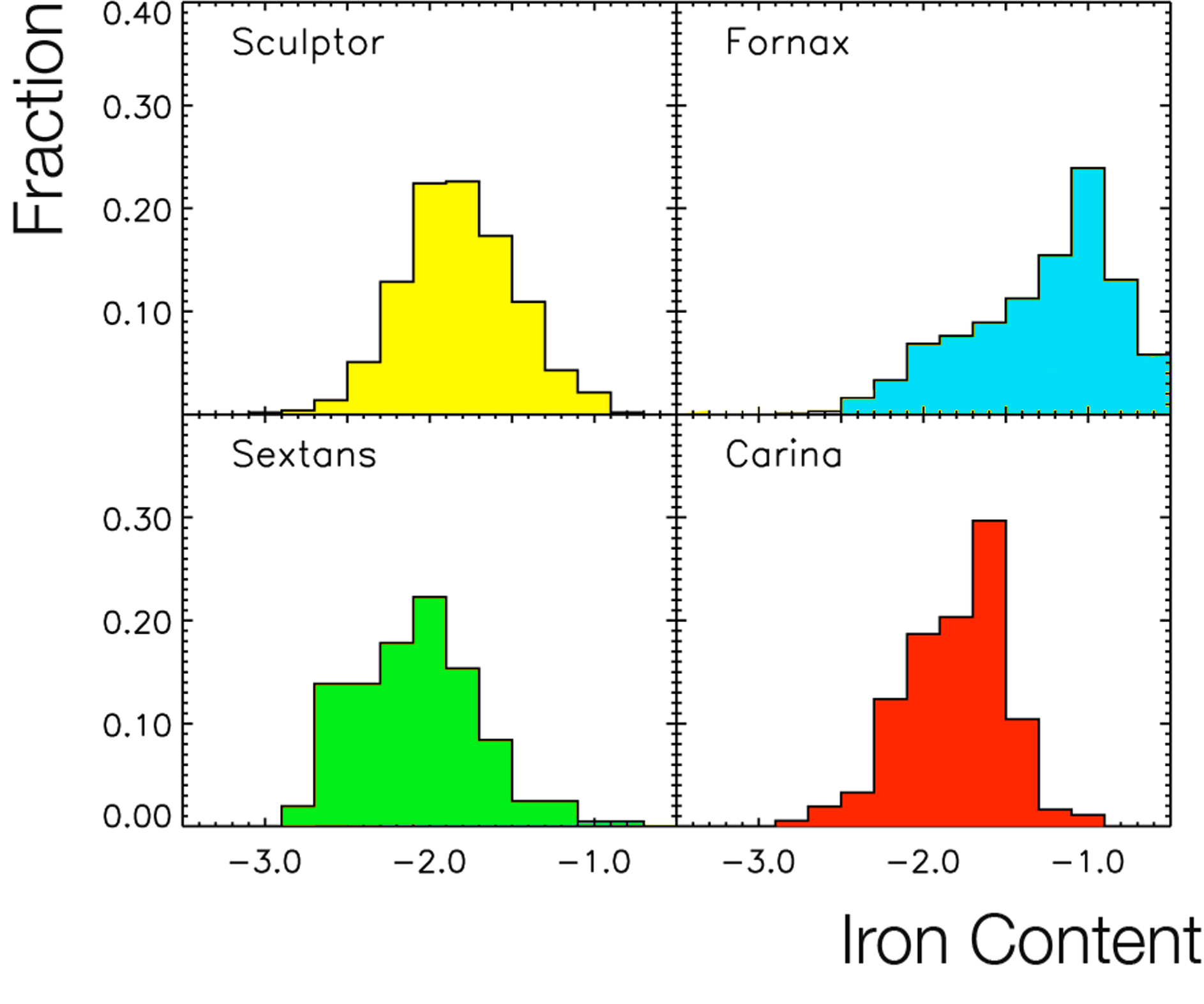
Распределение звёзд по металличности в четырёх галактиках Местной группы

| Название                               | Морфологический тип | Координаты (J2000) | Координаты (J2000) | Расстояние от Солнца (килопарсек) | Полная масса (M⊙) | Диаметр (килопарсек) | Абсолютная звёздная величина (V) | Видимая звёздная величина (V) |
| Название                               | Морфологический тип | Прямое восхождение | Склонение          | Расстояние от Солнца (килопарсек) | Полная масса (M⊙) | Диаметр (килопарсек) | Абсолютная звёздная величина (V) | Видимая звёздная величина (V) |
| -------------------------------------- | ------------------- | ------------------ | ------------------ | --------------------------------- | ----------------- | -------------------- | -------------------------------- | ----------------------------- |
| Галактика Андромеды (M 31, NGC 224)    | SA(s)b              | 00ч 42м 44,3с      | 41° 16′ 08″        | 760                               | 0,8—1,5⋅1012      | 47                   | −21,2m                           | 3,4m                          |
| Млечный Путь                           | SBbc                | 17ч 45м 40с        | −29° 00,5′         | 8                                 | 1—2⋅1012          | 32                   | −20,9m                           |                               |
| Галактика Треугольника (M 33, NGC 598) | SA(s)cd             | 01ч 33м 50,9с      | 30° 39′ 37″        | 795                               | 8⋅1010            | 18,8                 | −18,9m                           | 5,9m                          |
| Большое Магелланово Облако             | SB(s)m              | 05ч 23м 34,6с      | −69° 45′ 22″       | 50                                | 0,6—2⋅1010        | 9,9                  | −18,5m                           | 0,4m                          |
| Малое Магелланово Облако (NGC 292)     | SB(s)m pec          | 00ч 52м 38,0с      | −72° 48′ 01″       | 59                                | 3—5⋅109           | 5,8                  | −17,1m                           | 2,0m                          |
| M 32 (NGC 221)                         | E2                  | 00ч 42м 41,8с      | 40° 51′ 55″        | 760                               | 0,8—1,4⋅109       | 2,5                  | −16,5m                           | 8,1m                          |
| M 110 (NGC 205)                        | Sph                 | 00ч 40м 22,0с      | 41° 41′ 08″        | 760                               | 7,5⋅108           | 5,2                  | −16,4m                           | 8,1m                          |
| IC 10                                  | Irr                 | 00ч 20м 23,2с      | 59° 17′ 35″        | 660                               | 6⋅108             | 3,8                  | −16,3m                           | 10,4m                         |
| NGC 6822                               | Irr                 | 19ч 44м 56,2с      | −14° 47′ 51″       | 500                               | 1,9⋅109           | 2,8                  | −16,0m                           | 8,5m                          |
| NGC 185                                | Sph                 | 00ч 38м 57,9с      | 48° 20′ 15″        | 660                               | 6,6⋅108           | 3,2                  | −15,6m                           | 9,1m                          |
| IC 1613                                | Irr                 | 01ч 04м 54,2с      | 02° 08′ 00″        | 725                               | 108               | 4,6                  | −15,3m                           | 9,1m                          |
| NGC 147                                | Sph                 | 00ч 33м 12,1с      | 48° 30′ 31″        | 660                               | 3,2—7,8⋅107       | 3,3                  | −15,1m                           | 9,5m                          |
| Вольф-Ландмарк-Мелотт (DDO 221)        | Irr                 | 00ч 01м 57,9с      | −15° 27′ 50″       | 925                               | 1,5⋅108           | 3,5                  | −14,4m                           | 10,4m                         |
| Стрелец (dSph)                         | dSph                | 18ч 55м 03,1с      | −30° 28′ 42″       | 24                                | 1,5⋅108           |                      | −13,8m                           |                               |
| Печь (dSph)                            | dSph                | 02ч 39м 59,3с      | −34° 26′ 57″       | 138                               | 6,8⋅107           | 2,8                  | −13,1m                           | 7,3m                          |
| Пегас (dIrr) (DDO 216)                 | Irr                 | 23ч 51м 46,4с      | 24° 35′ 11″        | 760                               | 1,6—3,8⋅107       |                      | −12,3m                           | 12,6m                         |

### Структура Местной группы

Подгруппа Млечного Пути

Галактика Андромеды и Млечный Путь имеют выраженные системы спутников, которые в Местной группе составляют подгруппу Андромеды и подгруппу Млечного Пути, в каждой из которых находится более двух десятков галактик. Несколько десятков галактик входят в Местную группу, но не относятся к какой-либо из этих двух подгрупп, хотя в Местной группе можно выделить и ещё несколько подгрупп меньших размеров. Галактика Треугольника, возможно, является спутником галактики Андромеды, а в свою очередь, возможно, удерживает галактику LGS 3 как спутник. Подгруппа Млечного Пути простирается на 300 килопарсек, а расстояние от неё до подгруппы Андромеды составляет около 760 килопарсек.

### Движение галактик

Зависимость лучевой скорости и косинуса угла от апекса Солнца для галактик Местной группы. Синими квадратами отмечены галактики группы Насоса — Секстанта, лучевая скорость которых заметно выше, чем у галактик Местной группы с тем же значением.

Солнце движется относительно Местной группы со скоростью 306 км/с, в направлении точки на небесной сфере с галактическими координатами {\displaystyle l=99^{\circ },~b=-4^{\circ }}, называемой апексом. Это движение проявляется в том, что близкие к апексу галактики Местной группы имеют отрицательные лучевые скорости, то есть, приближаются к Солнцу, а далёкие от апекса — положительные. Дисперсия скоростей галактик в Местной группе составляет 61 км/с. Млечный Путь и галактика Андромеды сближаются со скоростью 120 км/с, что в будущем приведёт к их столкновению и слиянию (см. ниже).

## Межгалактическая среда
В Местной группе в пространстве между галактиками содержится газ, который постепенно перетекает в галактики: например, масса Млечного Пути из-за перетекания вещества увеличивается, по оценкам, на 1 % за миллиард лет. В то же время, когда между галактиками имеют место приливные взаимодействия, газ выбрасывается обратно в межгалактическую среду.
Первоначально межгалактические облака были открыты как облака газа, движущиеся с большими лучевыми скоростями, поэтому они были названы высокоскоростными облаками (англ. High velocity cloud). Одно из таких облаков, называемое Комплекс C, находится на расстоянии не менее 2,4 килопарсек и падает на Млечный Путь со скоростью более 100 км/с. С учётом того, что металличность вещества в этой структуре составляет около 9 % от солнечной, Комплекс C не мог быть ранее выброшен из Млечного Пути галактическим фонтаном.
Типичные межгалактические облака в Местной группе имеют массу порядка 3⋅108 M⊙ и диаметр — 30 килопарсек, концентрация газа в них составляет порядка 10−4 см−3. У межгалактических облаков наблюдаются меньшие лучевые скорости, чем у галактик Местной группы при том же угловом расстоянии до апекса Солнца (см. выше): эта особенность указывает на то, что межгалактические облака продолжают падать в Местную группу.

## Расположение и взаимодействие с другими объектами

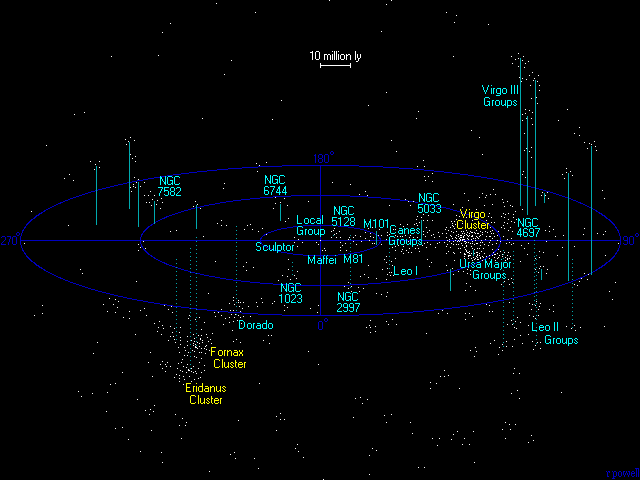
Группы и скопления, ближайшие к Местной группе

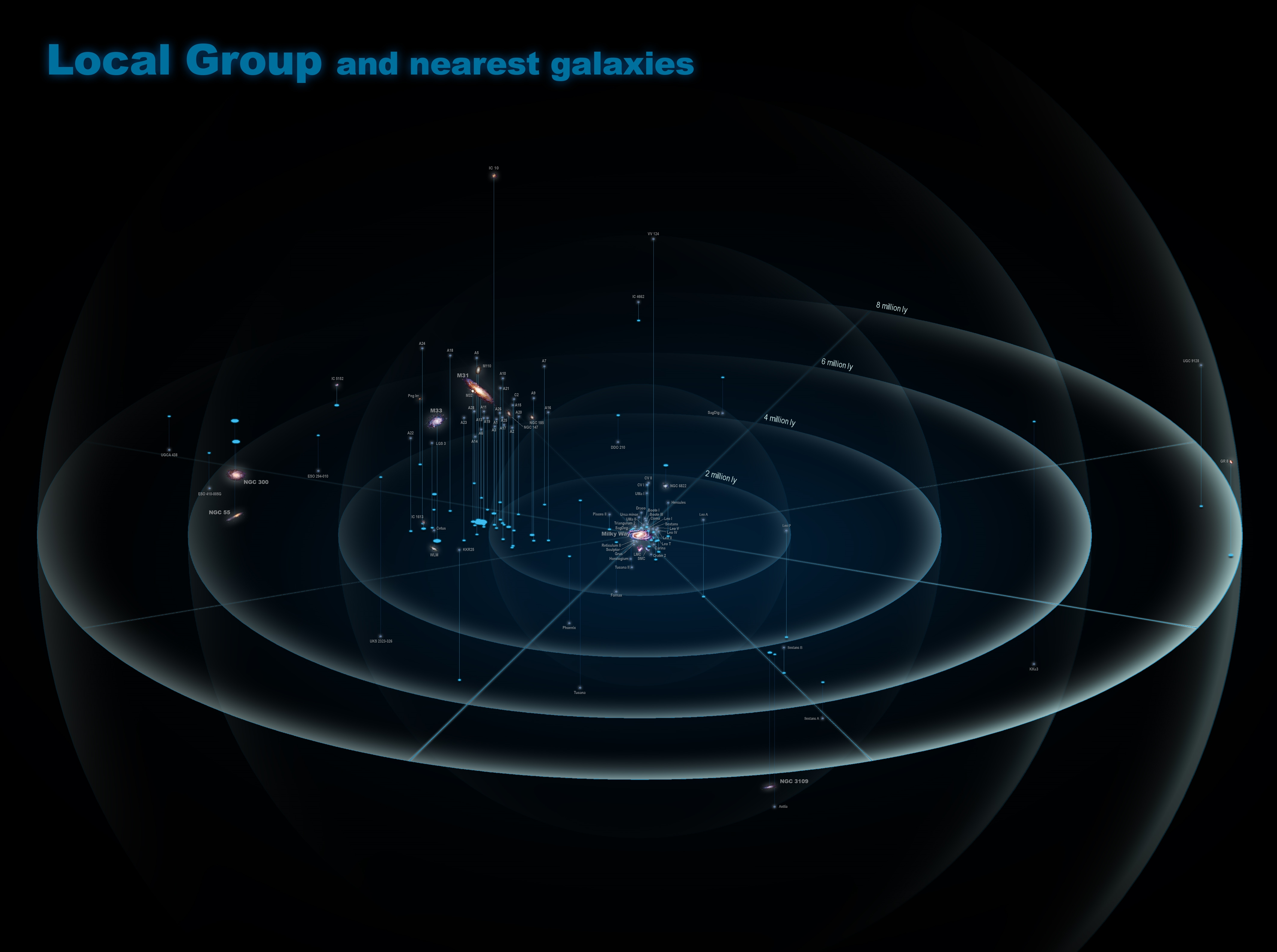
Местная группа и ближайшие галактики

### Расположение и движение
Местная группа удалена приблизительно на 10 мегапарсек от крупного скопления Девы, которое содержит более 1000 галактик. По этой причине иногда говорят, что Местная группа находится на окраине этого скопления, хотя границы групп и скоплений галактик довольно условны.
В любом случае, Местная группа находится в Местном сверхскоплении галактик, в центре которого находится скопление Девы. Местное сверхскопление — не связанная гравитационно структура сплюснутой формы, размерами в десятки мегапарсек, содержащая около 100 групп и скоплений галактик.
Относительно реликтового излучения Местная группа движется со скоростью 627 км/с в направлении точки на небесной сфере с галактическими координатами {\displaystyle l=276^{\circ },~b=30^{\circ }}. 44 % этого движения вызвано притяжением Великого аттрактора — области с повышенной концентрацией галактик, удалённой на 80 мегапарсек, массой 1015 M⊙, остальная доля вызвана притяжением других, более удалённых подобных структур.

### Границы и ближайшее окружение
| Группа                                      | Расстояние, Мпк |
| ------------------------------------------- | --------------- |
| Группа Насоса — Секстанта (группа NGC 3109) | 1,3             |
| Группа NGC 55                               | 2,2             |
| Группа IC 342/Маффеи                        | 3,3             |
| Группа M 81                                 | 3,6             |
| Группа Центавр A                            | 3,7             |
| Группа Скульптора                           | 3,9             |
| Группа Гончие Псы I (группа M 94)           | 4,5             |

Для галактик у внешних границ Местной группы не всегда очевидна их принадлежность к группе. Чтобы оценить вероятность, что галактика относится к Местной группе, используют три критерия: галактика должна находиться на расстоянии около 1,5 мегапарсек или ближе к Солнцу, не должна сильно выбиваться из соотношения между лучевой скоростью и положением на небе (см. выше), а также не должна быть подтверждённым членом другой группы галактик.
Более объективной границей Местной группы может служить поверхность нулевой скорости — она определяется расстоянием от центра группы, дальше которого расширение Вселенной по закону Хаббла преодолевает гравитационное притяжение между членами группы, для Местной группы её радиус составляет около 1 мегапарсека.
Так, вблизи границы Местной группы располагается группа Насоса — Секстанта, состоящая из карликовых галактик, таких как NGC 3109, Карликовая галактика в Насосе, Секстант A и B, хотя вероятно, что это скорее не связанная гравитационно ассоциация. Всё же, с учётом расстояния в 1,3 мегапарсека между центром масс этой группы и центром масс Местной группы, а также того, что лучевые скорости этих галактик больше, чем ожидается при их положении на небесной сфере, они составляют отдельную группу галактик, ближайшую к Местной группе.

## Эволюция
Практически во всех галактиках Местной группы, за исключением галактик Лев I, и, возможно, Лев A, обнаружены звёзды старше 10 миллиардов лет. Таким образом, звездообразование в галактиках Местной группы началось довольно резко, при этом история звездообразования значительно отличается от галактики к галактике. Шаровые звёздные скопления, которые служат индикатором старых звёздных населений, довольно быстро сформировались, например, в Млечном Пути и в Большом Магеллановом Облаке, а в галактике Треугольника и в Малом Магеллановом Облаке формирование шаровых звёздных скоплений происходило постепенно.
За более чем 10 миллиардов лет существования Местной группы часть карликовых галактик потеряла межзвёздный газ из-за взаимодействия с межзвёздной средой. Также часть карликовых галактик была разрушена при столкновениях с крупными галактиками. В будущем таким же образом будут разрушены спутники Млечного Пути — Магеллановы Облака.

### Столкновение Млечного Пути и галактики Андромеды
Две основных галактики группы, Млечный Путь и галактика Андромеды, как считается, сформировались вблизи друг друга и первоначально удалялись вместе с расширением Вселенной, но около 4 миллиардов лет назад из-за взаимного притяжения их разлёт сменился сближением. Теперь галактики сближаются со скоростью 120 км/с, при этом их относительная тангенциальная скорость невелика, это значит, что в будущем произойдёт их столкновение и слияние. Это случится через 4 миллиарда лет, после чего на процесс слияния уйдёт ещё 2 миллиарда лет, а в результате слияния образуется эллиптическая галактика. При слиянии галактик столкновения отдельных звёзд всё равно будут маловероятны из-за низкой концентрации звёзд, но, возможно, Солнечная система будет выброшена на далёкое расстояние от центра получившейся галактики. В этом столкновении будет участвовать галактика Треугольника, и возможно, Млечный Путь столкнётся с ней раньше, чем с галактикой Андромеды.

## Изучение
Термин «Местная группа» впервые применил Эдвин Хаббл в 1936 году. К Местной группе, кроме Млечного Пути, он отнёс два его спутника — Большое и Малое Магеллановы Облака, галактику Андромеды с двумя спутниками: M 32 и NGC 205, галактику Треугольника, NGC 6822 и IC 1613. Также Хаббл указал ещё три галактики как, возможно, находящиеся в Местной группе: NGC 6946, IC 342 и IC 10, однако сейчас известно, что из этих трёх галактик к Местной группе принадлежит только последняя. К 2000 году в Местной группе было известно 35 галактик. До этого открывалось в среднем 4 галактики за десятилетие, но затем темп открытий значительно ускорился, что было связано, в частности, с развитием наблюдательной техники и средств обработки данных.
Галактики Местной группы находятся ближе всех остальных галактик и лучше всего изучены. Например, в Местной группе могут быть обнаружены карликовые галактики очень низких светимостей, и функция светимости галактик для Местной группы может быть измерена вплоть до значительно более низких светимостей, чем в других группах. Галактики Местной группы могут быть разрешены на отдельные звёзды, а для некоторых галактик можно измерять и собственные движения. В то же время нахождение в Местной группе в некоторых отношениях осложняет её изучение: например, обычно нет возможности измерить расстояние до облаков межгалактического газа, в которых нет звёзд, а значит, невозможно определить и другие их характеристики.

### Комментарии
1. ↑  Функция Шехтера имеет вид{\displaystyle \phi (L_{V})dL_{V}\propto (L_{V}/L_{V}^{*})^{\alpha }\exp(-L_{V}/L_{V}^{*})d(L_{V}/L_{V}^{*})}, где {\displaystyle \phi (L_{V})dL_{V}} — количество галактик в диапазоне светимостей от {\displaystyle L_{V}} до {\displaystyle L_{V}+dL_{V}}, {\displaystyle L_{V}^{*}} — характерная светимость, {\displaystyle \alpha } — безразмерный параметр[14][15].
2. ↑  Диаметр измерен по изофоте 25m на квадратную секунду в фотометрической полосе B[22].
3. 1 2  Масса с учётом протяжённого гало тёмной материи